# Liste der Bischöfe von Jarrow
Die Liste der Bischöfe von Jarrow stellt die bischöflichen Titelträger der Church of England, der Diözese von Durham, in der Province of York dar. Der Titel wurde nach der Stadt Jarrow benannt.
| Liste der Bischöfe von Jarrow | Liste der Bischöfe von Jarrow | Liste der Bischöfe von Jarrow | Liste der Bischöfe von Jarrow                            |
| Von                           | Bis                           | Name                          | Anmerkungen                                              |
| ----------------------------- | ----------------------------- | ----------------------------- | -------------------------------------------------------- |
| 1906                          | 1914                          | George Nickson                | danach Bischof von Bristol                               |
| 1914                          | 1924                          | John Nathaniel Quirk          | vorher Bischof von Sheffield                             |
| 1924                          | 1932                          | Samuel Knight                 |                                                          |
| 1932                          | 1939                          | James Geoffrey Gordon         |                                                          |
| 1939                          | 1944                          | Leslie Owen                   | danach Bischof von Maidstone und Bischof von Lincoln     |
| 1944                          | 1950                          | David Dunlop                  |                                                          |
| 1950                          | 1958                          | John Ramsbotham               | danach Bischof von Wakefield                             |
| 1958                          | 1965                          | Mervyn Armstrong              |                                                          |
| 1965                          | 1980                          | Alexander Hamilton            |                                                          |
| 1980                          | 1990                          | Michael Ball                  | danach Bischof von Truro                                 |
| 1990                          | 2002                          | Alan Smithson                 |                                                          |
| 2002                          | 2007                          | John Pritchard                | danach Bischof von Oxford                                |
| 2007                          | 2018                          | Mark Bryant                   |                                                          |
| 2019                          | heute                         | Sarah Clark                   | seit März 2024 kommissarische Leitung der Diözese Durham |